# Поштово-благодійна марка

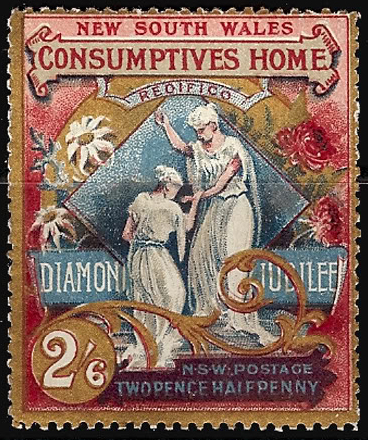
Одна з перших напівпоштових марок, що вийшли в Новому Південному Уельсі (1897, 2½ пенса, продажна вартість — 2 шилінги 6 пенсів)

Поштово-благодійні марки, або напівпоштові марки — знаки поштової оплати з додатковим номіналом, що призначається для відрахування до фонду будь-яких організацій, на благодійні цілі.

## Опис
Поштово-благодійні марки відносяться до марок загального користування. На них, як правило, вказуються сума поштового збору, який може бути сплачений цією маркою, та величина надбавки на благодійні цілі. Разом з тим, відомі випуски, на яких надруковано лише одну суму поштового збору, а необхідність їх продажу за підвищеною ціною для отримання благодійної надбавки визначалася особливими умовами.
Причини випуску поштово-благодійних марок можуть бути різними і визначаються багатьма чинниками економіко-соціального характеру тієї чи іншої конкретної країни. За допомогою поштово-благодійних марок організується збір коштів на певні соціальні потреби: у фонд допомоги безробітним, хворим та інвалідам, на покращення життя дітей та пенсіонерів, які постраждали від стихійних лих: землетрусів, повеней тощо.

## Відмінність
Від поштово-благодійних марок слід відрізняти поштово-податкові марки, які не призначені для сплати поштового збору, а служать для сплати додаткового збору на будь-які інші цілі. До поштово-благодійних випусків не належать благодійні марки, що видаються різними організаціями з благодійною метою. Такі видання взагалі є знаками поштової оплати.

## Історія

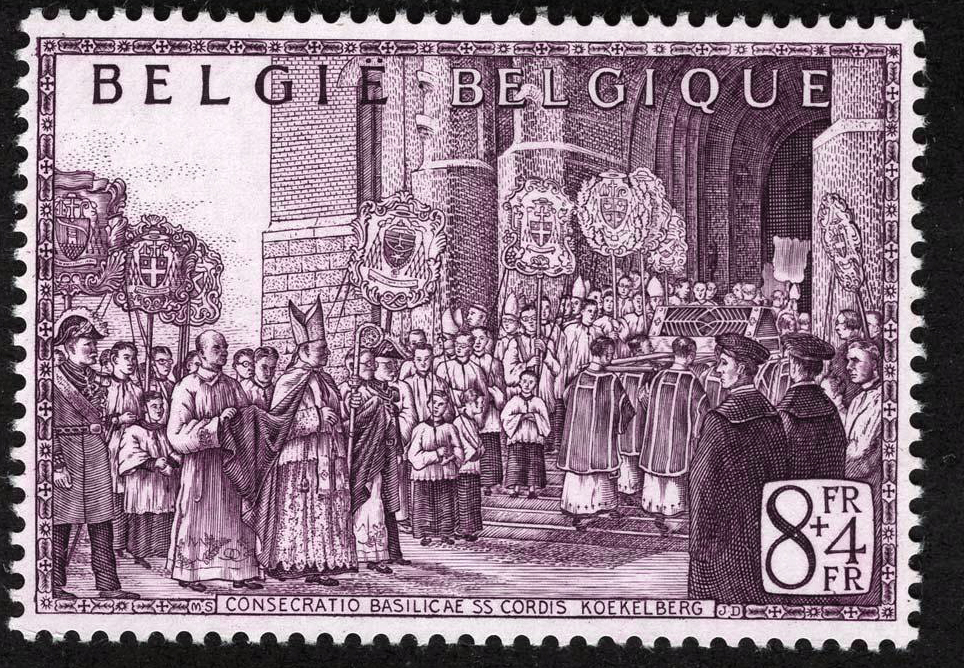
Поштово-благодійна марка Бельгії (19451)

Перші поштово-благодійні марки були випущені 1897 року у двох колишніх британських колоніях — Вікторії та Новому Південному Вельсі (Австралія). Це були дві ювілейні серії до 60-річчя коронації англійської королеви Вікторії. Різниця у вартості у Вікторії призначалася на організацію лікарні для бідних, а в Новому Південному Вельсі — на будівництво спеціальної лікарні для лікування хворих на туберкульоз. На марках Вікторії згадок про благодійний характер випуску не було, позначено лише поштовий номінал, а продажну вартість (12-кратну) не вказано. На марках Нового Південного Вельсу проставлено і вартість поштового збору, і ціна продажу.

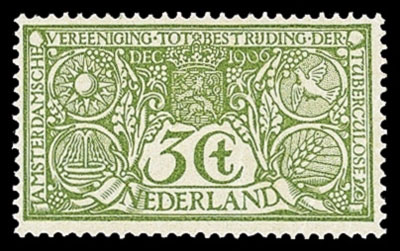
Нідерландська марка проти туберкульозу 3ct + 3ct (1906)

Нідерланди стали другою європейською країною після Росії, яка почала використовувати поштово-благодійні марки. Першими 1906 року, частково на прохання королеви Емми, з'явилися марки для боротьби з туберкульозом. Туберкульоз був державною хворобою номер один. Державна рада була проти через прецедент. У нижній палаті парламенту також вважали, що краще перераховувати гроші безпосередньо на благодійність, ніж через цей громіздкий відволікаючий маневр. Марки можна було придбати протягом двох тижнів і лише в Амстердамі. Дизайнер Антуан Деркіндерен робив свою роботу безкоштовно. Того ж 1906 року Румунія випустила чотири серії по чотири додаткові марки кожна, які були рішуче відкинуті колекціонерами.
На початку ХХ століття поштово-благодійні марки стали видаватися та інших країнах; у Швейцарії, наприклад, вони випускалися регулярно з 1912 року на користь молоді. Спочатку напівпоштові марки могли використовуватися лише оплати внутрішніх відправлень, а 1920 року Світовий поштовий союз дозволив оплачувати ними і міжнародну кореспонденцію.
Перші доплатні марки на користь Червоного Хреста з'явилися в Бельгії в 1918 році. Це були марки попереднього випуску з відбитком доплати. У 1920 році з'явилися перші бельгійські марки з доплатою, включеною в зображення марки. На реконструкцію Орвальського абатства випущено низку доплатних марок .
На перших доплатних марках Червоного Хреста в Нідерландах (1927) зображено, серед іншого, портрет короля Віллема III (співзасновника Червоного Хреста) і принца Хендріка (тодішнього голови Червоного Хреста). Тут теж була підтримка з боку царського дому. Діяльність Червоного Хреста регулярно підтримується багатьма країнами через марки.
Деякі неєвропейські країни наслідували цей приклад (наприклад, Нова Зеландія, яка випускає марки про охорону здоров'я щорічно з 1929 року); асоційовані території Нової Зеландії — Острови Кука і Ніуе — часто випускають різдвяні або великодні марки у двох наборах номіналів, причому один набір має благодійну надбавку. Але напівпоштові марки все ще залишаються переважно європейськими.

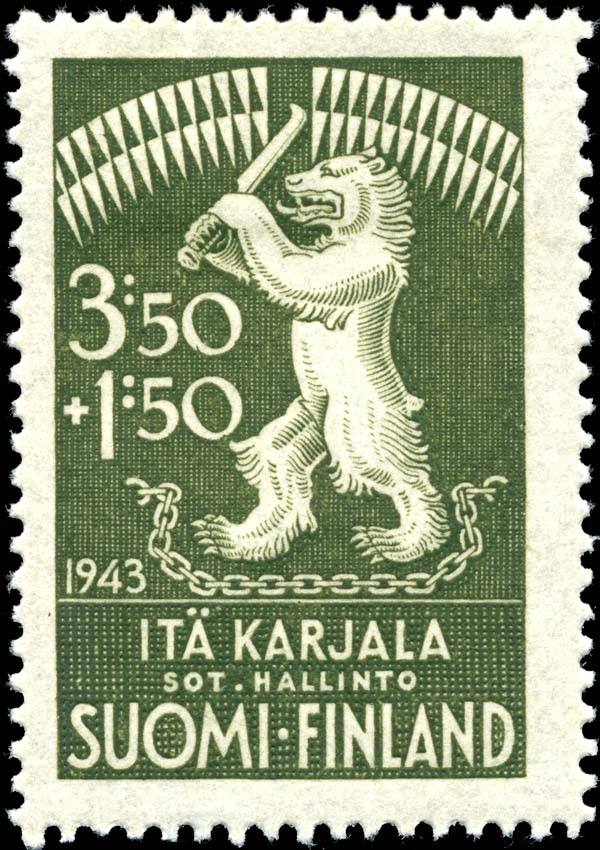
Єдина (поштово-благодійна) марка Карелії, випущена під час визволення Фінляндією (1943)

Певна популярність цих марок призвела в низці країн до надмірного їх випуску та необґрунтовано високих сум зборів на благодійні цілі. Так у 1940-ті роки в Бельгії, Люксембурзі та Франції кількість поштово-благодійних емісій становила понад 50 % від загальної кількості виданих марок. Бельгійська марка 1945 року, присвячена післявоєнному відновленню економіки, встановила своєрідний рекорд: при поштовому зборі 1 франк надбавка становила 30 франків. З метою стимулювання покупців багато поштових адміністрацій стали випускати поштово-благодійні марки зменшеними порівняно із звичайними випусками тиражами. Міжнародна федерація філателії (МФФ) змушена була ухвалити низку рішень, спрямованих на обмеження таких видань. Так, за правилами МФФ, сума додаткового збору на благодійні цілі має перевищувати 50 % від номіналу. Марки, випущені з порушенням цієї умови, відносяться до категорії випусків «шкідливих для філателії» і не допускаються для експонування на філателістичних виставках, що організовуються за участю МФФ.
Сполучені Штати Америки є новаками у випуску напівпоштових марок: їхньою першою напівпоштовою маркою стала марка «Дослідження раку молочної залози», випущена в липні 1998 року. До 2016 року було випущено ще чотири марки, три з інших причин, а четверта — перевидання марки «Рак молочної залози». Подальший закон дозволив випускати ще п'ять марок з інтервалом у два роки. Перша, для хвороби Альцгеймера, була випущена в листопаді 2017 року.

## Україна
1922 року постановою ВЦВК було скасовано ЦК Помгол, а для ліквідації наслідків голоду було утворено ЦК Післядгол. Того ж року НКПТ задовольнив прохання Укрзовнішторгу і ЦК Последгол Всеукраїнського центрального виконавчого комітету (ВУЦВК), давши згоду видати в Україні свої поштово-благодійні марки для збору коштів для боротьби з наслідками голоду.
Марки друкувалися в Німеччині, у Берлінській державній друкарні й на початку 1923 року були доставлені в кількості 1 млн примірників до Харкова. Їх виготовляли методом офсетного друку за малюнками А. В. Маренкова і Б. Порай-Кошиця. Серія складається з чотирьох марок, на яких зображено такі алегоричні сюжети: 10 + 10 карбованців — привид смерті; 90 + 30 карбованців — селянин, який роззброїв смерть; 150 + 50 карбованців — Україна, що розподіляє хліб; на марці номіналом 20 + 20 карбованців було зображено портрет Т. Шевченка[1]. За умовами замовлення марки мали виготовлятися на звичайному папері, але друкарня спочатку друкувала їх на папері з водяним знаком, який використовували для марок Вюртемберга.
Надбавка до номіналу йшла на користь фонду допомоги постраждалому від неврожаю населенню. Згідно з циркулярним розпорядженням НКПТ від 22 червня 1923 року за № 11/907, поштово-благодійні марки надійшли в поштовий обіг тільки на території УРСР. Ця серія була у продажу з 25 червня по 11 серпня 1923 року в дев'яти містах: Харкові, Полтаві, Катеринославі, Бахмуті, Одесі, Вінниці, Житомирі, Києві та Чернігові. Вони застосовувалися для оплати як внутрішньої, так і міжнародної кореспонденції. Обов'язковою умовою була вимога, щоб кореспонденцію оплачували поштово-благодійними марками, проте на поштових відправленнях вони трапляються рідко.
| Поштово-благодійні марки Української РСР (1923) |
| ----------------------------------------------- |
|                                                 |

В період незалежності України, з 1991 року було випущено кілька подібних марок.

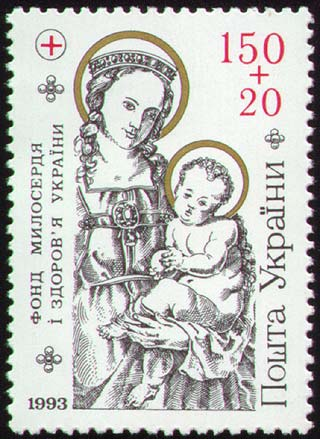
Богородиці на поштово-благодійній марці України 1993 року
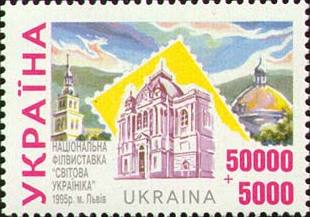
Поштово-благодійна марка України 1995 року

## Німецькомовні країни

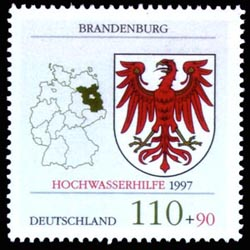
Німецька марка від 19 серпня 1997 року, використана для ліквідації наслідків повені на Одері у 1997 році.

### Німеччина
Сьогодні Федеральне міністерство фінансів регулярно випускає наступні види доплатних марок під назвою «марки з плюсом»:
- На соціальне забезпечення (соціальна допомога та різдвяні марки на користь Федеральної асоціації незалежних соціальних служб) — щорічно
- Для спорту (на користь Німецького фонду допомоги спорту) — щорічно

- Відображення берлінських мотивів можна знайти в Sporthilfe Deutsche Bundespost Berlin .

- Для молоді (на користь German Youth Brand Foundation) — щорічно
- На охорону навколишнього середовища (на користь Федерального міністерства охорони навколишнього середовища) — кожні два роки
- Для філателії (на користь Фонду сприяння філателії та історії пошти) — кожні два роки.

Існують також, хоча й рідко, випуски для особливих випадків, таких як повінь на Одері в Бранденбурзі.
З 2008 року доплатні марки мають єдине оформлення знака «плюс» у вигляді п'яти крапок.
Крім того, з 1949 по 1990 роки Державна пошта Берліна випускала доплатні марки, див. Додаткова марка (Берлін). Нагорода була призначена для різних цілей, наприклад, для реконструкції .

### Австрія
Кожного року Австрійська пошта випускає доплатну марку до Дня марки. В Австрії особливістю є те, що кожна додаткова марка має бути затверджена парламентом, тому в Австрії випускається порівняно мало доплатних марок.

### Швейцарія

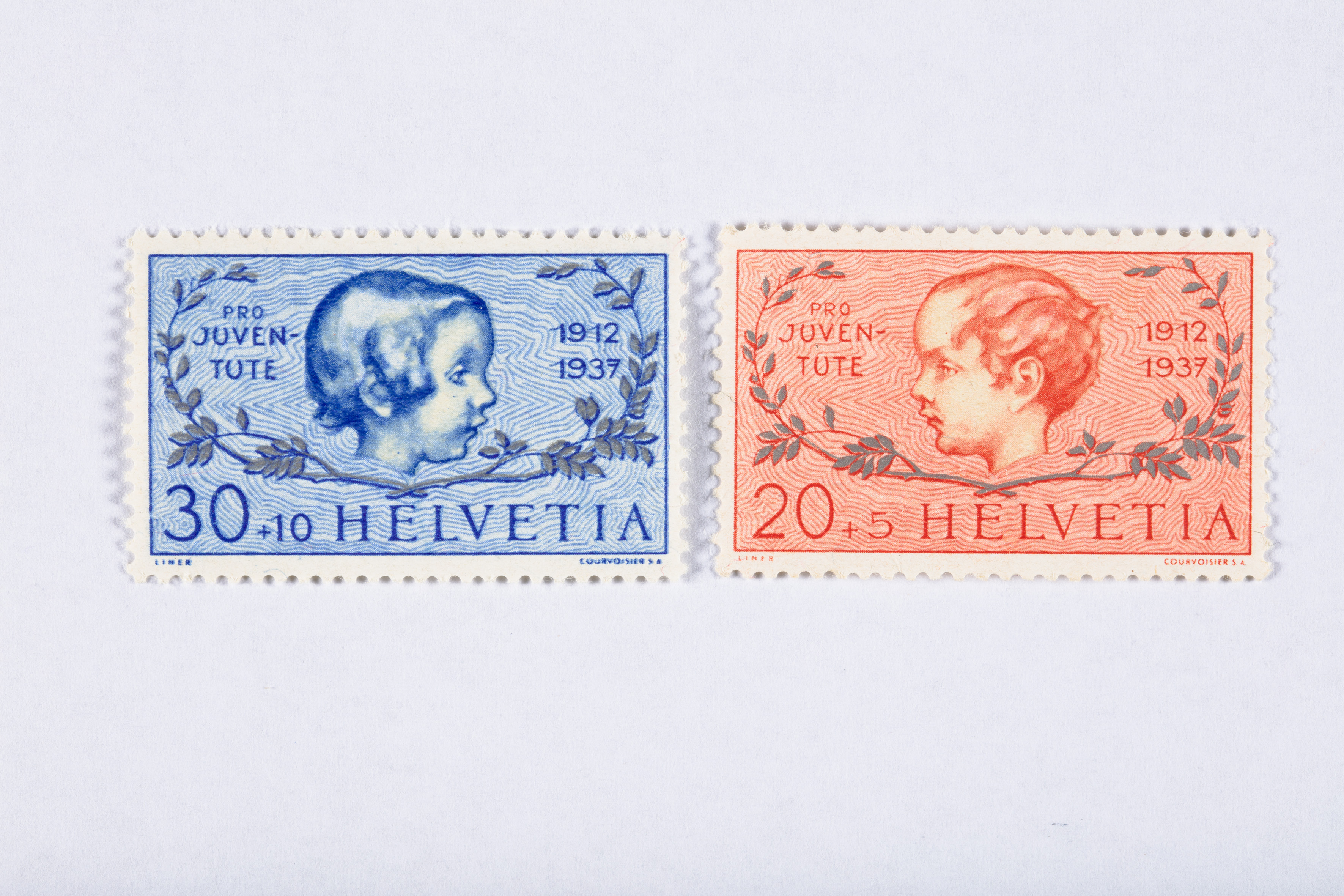
Поштово-благодійна марка Швейцарії

Поштово-благодійна марка в Швейцарії називається благодійною маркою.
Щороку швейцарська пошта випускає дві серії доплатних марок:
- навесні Pro Patria («за батьківщину») на допомогу однойменному культурному фонду
- восени Pro Juventute («для молоді») на допомогу однойменній благодійній організації

## Росії та СРСР

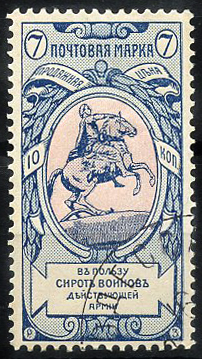
Поштово-благодійна марка Росії «На користь сиріт воїнів діючої армії» (1904, 7 + 3 копійки; КС3)

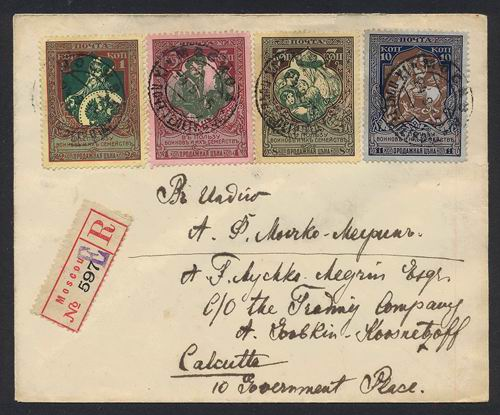
Конверт, що пройшов пошту, з поштово-благодійними марками Російської імперії «На користь воїнів та їх сімейств» (1914)

Вперше поштово-благодійні марки вийшли у Росії у зв'язку з початком російсько-японської війни з ініціативи Імператорського жіночого патріотичного товариства на грудні 1904 року. Серія складалася з чотирьох марок номіналом у 3, 5, 7 та 10 копійок. Додатковий збір (додавався до основного номіналу) становив у кожному випадку 3 копійки, надходив у фонд товариства і призначався для збору коштів на користь сиріт воїнів діючої армії, що знаходилися під заступництвом товариства. Придбання цих марок та оплата ними кореспонденції не були обов'язковими.
На початку Першої світової війни Імператорському жіночому патріотичному товариству за його клопотанням міністерством внутрішніх справ було дозволено знову випустити поштово-благодійні марки, частина доходів від яких відраховувалася до фонду допомоги пораненим та сім'ям загиблих воїнів. Було випущено дві серії з чотирьох марок номіналом 1, 3, 7 і 10 копійок; перша серія вийшла у листопаді 1914 року на кольоровому папері, друга у березні 1915 року на білому. Додатковий збір складав по 1 копійці. На кожній марці відтворено оригінальні малюнки. На марці в 1 копійку — давньоруський воїн із мечем та щитом; на марці 3 копійки — козак, що прощається з сім'єю; на семикопійчаній марці — жінка у старовинному одязі, що втілює Росію, розмовляє з дітьми; на марці в 10 копійок — Георгій Побідоносець, що вражає дракона. Малюнки марок були створені художником Ріхардом Зариньшем.
Перші поштово-благодійні марки РРФСР вийшли у грудні 1921 року. Призначалися вони для збору коштів у фонд допомоги голодуючим Поволжя. Серія складалася з чотирьох марок однакового номіналу 2250 рублів, з яких 250 рублів становив поштовий збір, а 2000 рублів — надбавка.
У листопаді 1924 року було видано серію з п'яти марок на допомогу населенню Ленінграда, потерпілого від повені. На знаках поштової оплати РРФСР було зроблено наддруки відповідного тексту, сума поштового збору та благодійна надбавка. Це був перший поштово-благодійний випуск СРСР. Поштово-благодійні марки СРСР виходили також у 1926—1927 та 1929 роках на допомогу безпритульним дітям, а у грудні 1932 року та березні 1933 року — у зв'язку з проведенням Всесоюзних філателістичних виставок відповідно у Москві та Ленінграді.
| Приклади поштово-благодійних марок Росії та СРСР.                   | Приклади поштово-благодійних марок Росії та СРСР.                            | Приклади поштово-благодійних марок Росії та СРСР.                             |
| ------------------------------------------------------------------- | ---------------------------------------------------------------------------- | ----------------------------------------------------------------------------- |
|                                                                     |                                                                              |                                                                               |
| 1914: Російська імперія «На користь воїнів та їх сімейств» (Sc #B5) | 1921: РРФСР "Допомога голодуючим Поволжя " (ЦФА [АТ «Марка»] # 30; Sc # B16) | 1977: СРСР «Ігри XXII Олімпіади в Москві» (ЦФА [АТ «Марка»] # 4707; Sc # В63) |

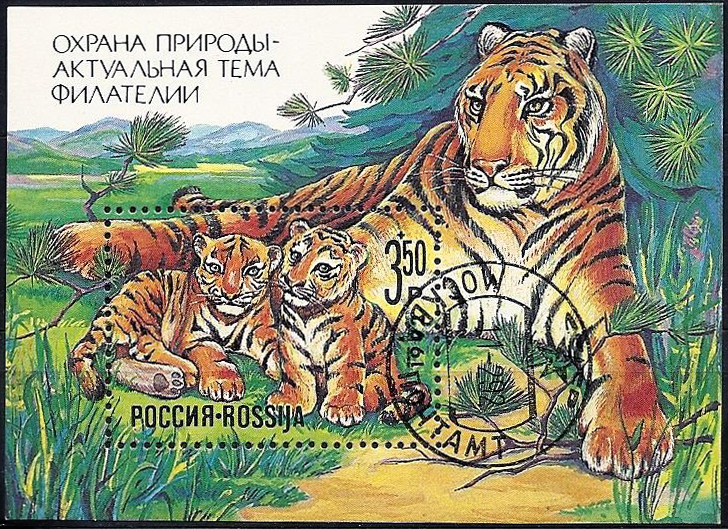
Поштово-благодійний блок Росії «Охорона природи — актуальна тема філателії» (1992) (ЦФА [АТ «Марка»] # 4; Sc # В185)

У грудні 1976 року після тривалої перерви випуск поштово-благодійних марок у СРСР було відновлено. У зв'язку з проведенням ігор XXII Олімпіади в Москві з 1976 по 1980 рік було видано 79 поштово-благодійних марок і блоків з доплатою до фонду Оргкомітету Ігор XXII Олімпіади. Після перерви 1988 року вийшли поштово-благодійні серії «Живопис», «Тварини зоопарків», «Дитячий фонд імені В. І. Леніна».
Остання поштово-благодійна марка СРСР вийшла у серпні 1991 року на допомогу Радянському фонду культури (Асоціація дзвонового мистецтва).
У січні 1992 року було випущено поштовий блок з додатковим збором до фонду допомоги Союзу філателістів Російської Федерації. Це був перший поштово-благодійний випуск сучасної Росії.